# Michel Caron (directeur de la photographie)
Pour les articles homonymes, voir Michel Caron et Caron.
Michel Caron est un directeur de la photographie et producteur canadien, né en 1946 à Longueuil (Canada).

## Filmographie

### comme directeur de la photographie
- 1972 : Isis au 8
- 1974 : L'Infonie inachevée
- 1981 : Métier: Boxeur
- 1985 : Le Choix d'un peuple
- 1985 : Caffe Italia Montréal
- 1986 : Henri
- 1987 : La Ligne de chaleur
- 1987 : Le Frère André
- 1987 : Le Sourd dans la ville
- 1988 : Gaspard et fil$
- 1990 : Simon les nuages
- 1992 : La Sarrasine
- 1993 : Matusalem
- 1995 : L'Enfant d'eau
- 1996 : Urgence ("Urgence") (série TV)
- 1997 : Dancing on the Moon
- 1998 : L'Histoire de l'Oie (TV)
- 1998 : La Déroute
- 2004 : Corps étrangers
- 2005 : Quelques éclats d'aube

### comme producteur
- 1972 : Isis au 8